# Lucjusz Korneliusz Merula (konsul 193 p.n.e.)
Lucius Cornelius Merula – rzymski polityk wywodzący się z patrycjuszowskiego rodu Korneliuszy.
Karierę polityczną rozpoczął w 198 p.n.e., kiedy to podczas pełnienia przez niego urzędu pretora miejskiego (praetor urbanus) udaremnił plan buntu niewolników i jeńców kartagińskich. 
W 194 p.n.e. był jednym z członków komisji powołanej w celu organizacji kolonizacji Tempsy, greckiego miasta na zachodnim wybrzeżu Bruttium.
Rok później został wybrany na urząd konsula, drugim konsulem na ten rok wybrano Kwintusa Minucjusza Termusa. W wyniku losowania otrzymał pod zarząd prowincję Galii. Merula wziął udział w walkach z Bojami. Idąc na czele armii w kierunku Mutyny jego armia wpadła w zasadzkę, która jednak w porę została wykryta. W wyniku bitwy Rzymianie odnieśli zwycięstwo, ale sukces został okupiony wysokimi stratami po ich stronie.
Wkrótce został oskarżony przez Marka Klaudiusza o błędy w dowodzeniu w czasie bitwy. W wyniku oskarżenia senat nie przyznał mu prawa do odbycia triumfu w Rzymie.